# Стека

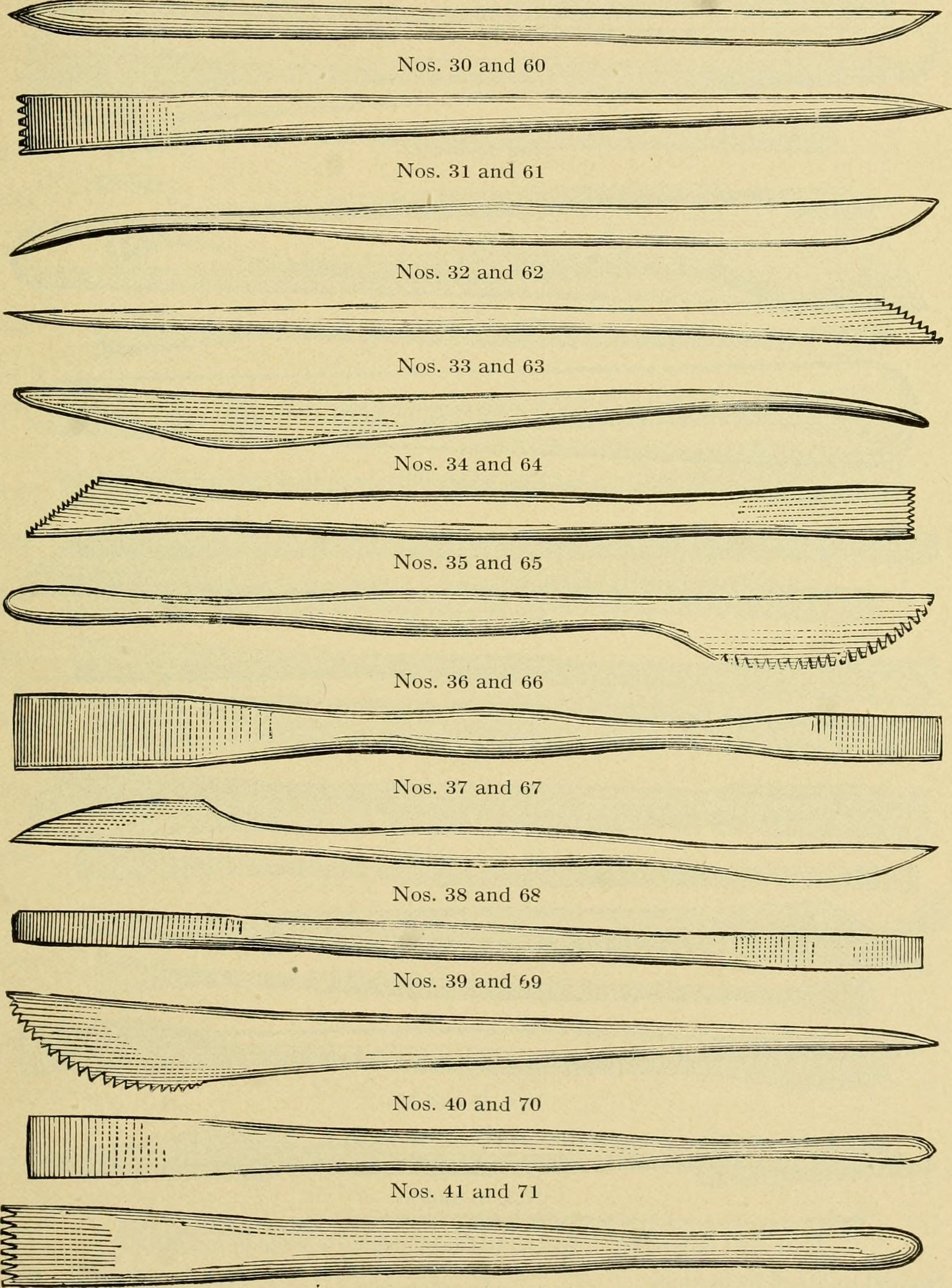
Стеки з англійського каталогу 1914 р.

Сте́ка (від італ. stecca — «паличка») — інструмент скульптора у вигляді палички, використовуваний для ліплення з глини, пластиліну, воску й інших подібних матеріалів.
Стеки виготовляють з дерева, пластмаси, металу, кості.
Робочий кінець стеки може мати форму прямої, закругленої чи навкісної лопаточки, ланцета та ін. Бувають стеки з одним чи двома робочими кінцями, а також у вигляді дротяної петельки на ручці.